# ルドルフ3世 (ブルグント王)
ルドルフ3世（Rudolf III., 971年 - 1032年9月6日）は、最後のブルグント王（在位：993年 - 1032年）。怠惰王（der Faule）といわれる。ブルグント王コンラートと西フランク王ルイ4世の娘マティルドとの間の子で、ブルグント系古ヴェルフ家の最後の男系子孫である。

## 生涯
ルドルフの治世は動乱の時代であった。ルドルフは次第に強大化していった貴族を押さえることができず、また、ブルゴーニュ伯オット＝ギヨーム側勢力や皇帝ハインリヒ2世による侵略に対処せねばならなかった。1016年、ハインリヒ2世はルドルフと交渉し、ルドルフの後継者となることに成功した。
ハインリヒ2世が死去した後、次のローマ王コンラート2世もまた、自らを後継者とするようルドルフと交渉した。このことでハインリヒはルドルフ側の貴族であるブロワ伯ウード2世やブルゴーニュ伯ルノー1世と争うこととなった。
ルドルフは最初、アギルトルートと結婚、1016年頃、二度目にプロヴァンス伯ルボー2世の寡婦エルメンガルトと結婚した。ルドルフは1032年に61歳で嗣子なく死去した。コンラート2世はブルグント王国の王位を主張し、王国を神聖ローマ帝国に併合した。